# TurkuaZoo
El TurkuaZoo es un acuario público ubicado en Bayrampaşa en Estambul, Turquía. Es el primer acuario público en Turquía, y fue el mayor acuario en territorio europeo cuando se inauguró en 2009. Además de ser una importante atracción turística de Estambul, el acuario es un centro de investigación y conservación marina.